# 창동차량사업소
창동차량사업소(倉洞車輛社業所)는 대한민국 서울특별시 노원구 상계동에 있는 서울교통공사 수도권 전철 4호선의 차량기지다.

## 개요
이 차량기지 남쪽에서 수도권 전철 4호선의 창동역과 노원역 방향으로 입·출고 선로가 분기되어 연결된다. 수도권 전철 4호선의 불암산역에 종착한 서울교통공사 4000호대 VVVF 전동차, 한국철도공사 341000호대 전동차 2편성이 상계역과 노원역을 무정차 통과하여 노원역 방향으로 연결된 입고 선로를 타고, 이 차량기지로 입고한다. 심야에 서울교통공사 4000호대 VVVF 전동차 33편성, 한국철도공사 341000호대 전동차 2편성이 주박한다.

## 업무
- 서울교통공사 4000호대 VVVF 전동차 입·출고 검수관리